# Верхнее Сунозеро
Верхнее Сунозеро — пресноводное озеро на территории Повенецкого городского поселения Медвежьегорского района Республики Карелии.

## Общие сведения
Площадь озера — 1,1 км². Располагается на высоте 130,3 метров над уровнем моря.
Форма озера продолговатая: оно более чем на два километра вытянуто с северо-запада на юго-восток. Берега каменисто-песчаные, местами заболоченные.
Из восточного залива Верхнего Сунозера вытекает река Сона, впадающая в Северное Узкое озеро, которое соединено с Южным Узким. Южное Узкое, в свою очередь, протокой соединено с Волозером, через которое проходит Беломорско-Балтийский канал, выходящий в Онежское озеро.
Ближе к северо-западной оконечности озера расположен один относительно крупный (по масштабам водоёма) остров без названия.
Населённые пункты и автодороги вблизи водоёма отсутствуют.
Код объекта в государственном водном реестре — 01040100611102000018886.